# Sylvisorex pluvialis
Sylvisorex pluvialis är en däggdjursart som beskrevs av Rainer Hutterer och Duane A. Schlitter 1996. Sylvisorex pluvialis ingår i släktet Sylvisorex och familjen näbbmöss. IUCN kategoriserar arten globalt som otillräckligt studerad. Inga underarter finns listade i Catalogue of Life.
Denna näbbmus hittades i Korup nationalparken i Kamerun och i Centralafrikanska republiken. Båda fynd är från skogar i låglandet.
En individ som undersöktes närmare hade en kroppslängd (huvud och bål) av 74 mm, en svanslängd av 67 mm och en vikt av 5 g. Bakfötterna var 14 mm långa och öronen 8 mm stora. Ovansidan är täckt av ljus gråbrun päls och pälsen på undersidan är ljusgrå. På öronen och på svansen förekommer korta hår och dessutom finns på svansen några längre styva hår.